# 국민의 휴일
국민의 휴일(일본어: 国民の休日 코쿠민노큐우지츠[*])는 일본의 공휴일에 관한 법률(이하 공휴일법) 제3조 제3항에서 정한 휴일을 통칭하는 말이다.
헌법 기념일 등 고유의 명칭을 가진 휴일이 공휴일법 제2조에서 "공휴일"(国民の祝日, 국민의 축일)이라는 총칭 하에 나열적으로 규정되고 있는 것에 반해, "국민의 휴일"(国民の休日)은 제3조 제2항에 따른 대체 휴일 제도처럼 "국민의 공휴일"과 구별하여 규정하고 있다. 사실 공휴일법에서는 "국민의 휴일"과 "대체 휴일 제도"는 모두 고유의 이름을 갖고 있지 않은 휴일이지만, 이 글에서는 편의상 구분하여 표기하도록 한다.
또한 다른 법령 조문에서 "공휴일에 관한 법률에서 규정하는 휴일"로 지정한 경우에는 대체 휴일, 국민의 휴일, 공휴일 모두를 포함하는 것으로 본다. 국민의 휴일은 정식으로는 공휴일은 아니지만, 실무상으로는 공휴일의 일종이라고 할 수 있다. 예를 들어, "공휴일은 쉽니다."라고 하는 경우 국민의 휴일도 쉬는 경우가 많다.

## 개요
이 항목에서는 A의 다음날을 B, B의 다음날을 C라고 부르기로 한다.
A와 C가 공휴일이라서 앞뒤로 끼어버린 날인 B가 공휴일이 아닌 경우에 B에 '국민의 휴일'이 적용된다.
원래는 5월 초순에 있는 징검다리 연휴(飛石連休)를 해소하고 개선을 원하는 여론의 영향으로 1985년 12월 27일에 공휴일법이 개정되어 당일 시행된 것이었다. 하지만 날짜를 고정하지 않고 공휴일과 공휴일 사이의 평일을 휴일로 만들도록 했기 때문에, 5월만이 아닌 다른 공휴일에도 영향을 미치게 되었다.

## 과거와 향후 전망
- 5월 4일
  - 화요일 - 1993년・1999년・2004년
  - 수요일 - 1988년・1994년・2005년
  - 목요일 - 1989년・1995년・2000년・2006년
  - 금요일 - 1990년・2001년
  - 토요일 - 1991년・1996년・2002년
- 9월 21일
  - 화요일 - (2032년・2049년)
- 9월 22일
  - 화요일 - 2009년・(2015년・2026년・2037년・2043년)

## 같이 보기
- 골든 위크